# اورتاچسوس
اورتاچسوس (به ایتالیایی: Ortacesus) یک کومونه در ایتالیا است که در استان کالیاری واقع شده‌است.

## خصوصیات
اورتاچسوس ۲۳٫۶ کیلومترمربع مساحت و ۹۳۲ نفر جمعیت دارد و ۱۶۱ متر بالاتر از سطح دریا واقع شده‌است.